# EDAR
EDAR (англ. Ectodysplasin A receptor) – білок, який кодується однойменним геном, розташованим у людей на короткому плечі 2-ї хромосоми.  Довжина поліпептидного ланцюга білка становить 448 амінокислот, а молекулярна маса — 48 582.
| 10         |  | 20         |  | 30         |  | 40         |  | 50         |
| ---------- |  | ---------- |  | ---------- |  | ---------- |  | ---------- |
| MAHVGDCTQT |  | PWLPVLVVSL |  | MCSARAEYSN |  | CGENEYYNQT |  | TGLCQECPPC |
| GPGEEPYLSC |  | GYGTKDEDYG |  | CVPCPAEKFS |  | KGGYQICRRH |  | KDCEGFFRAT |
| VLTPGDMEND |  | AECGPCLPGY |  | YMLENRPRNI |  | YGMVCYSCLL |  | APPNTKECVG |
| ATSGASANFP |  | GTSGSSTLSP |  | FQHAHKELSG |  | QGHLATALII |  | AMSTIFIMAI |
| AIVLIIMFYI |  | LKTKPSAPAC |  | CTSHPGKSVE |  | AQVSKDEEKK |  | EAPDNVVMFS |
| EKDEFEKLTA |  | TPAKPTKSEN |  | DASSENEQLL |  | SRSVDSDEEP |  | APDKQGSPEL |
| CLLSLVHLAR |  | EKSATSNKSA |  | GIQSRRKKIL |  | DVYANVCGVV |  | EGLSPTELPF |
| DCLEKTSRML |  | SSTYNSEKAV |  | VKTWRHLAES |  | FGLKRDEIGG |  | MTDGMQLFDR |
| ISTAGYSIPE |  | LLTKLVQIER |  | LDAVESLCAD |  | ILEWAGVVPP |  | ASQPHAAS   |

A: Аланін

C: Цистеїн

D: Аспарагінова кислота

E: Глутамінова кислота

F: Фенілаланін

G: Гліцин

H: Гістидин

I: Ізолейцин

K: Лізин

L: Лейцин

M: Метіонін

N: Аспарагін

P: Пролін

Q: Глутамін

R: Аргінін

S: Серин

T: Треонін

V: Валін

W: Триптофан

Кодований геном білок за функціями належить до рецепторів, білків розвитку. 
Задіяний у таких біологічних процесах як апоптоз, диференціація, поліморфізм, альтернативний сплайсинг. 
Локалізований у мембрані.